# Discografia de Natalie Imbruglia
A discografia de Natalie Imbruglia inclui seis álbuns de estúdio e diversos singles, lançados a partir de 1997.
Em 2007, a cantora lançou a coletânea oficial Glorious: The Singles 97-07, com os principais singles lançados neste período. Natalie também colaborou com canções originais em trilhas sonoras de filmes e em gravações com outros artistas. A cantora possui uma extensa videografia, parte registrada na versão em DVD de sua coletânea, e possui um EP ao vivo, lançado por download digital. 
Em 2009, Imbruglia abriu o selo independente Malabar Records, pelo qual lançou seu quarto álbum de estúdio, intitulado Come To Life. Em 2015, a cantora lançou o álbum Male, composto por covers de diversos artistas masculinos. Seu álbum de estúdio mais recente Firebird foi lançado em setembro de 2021 e atingiu o Top 10 da parada britânica.
Todos os seus álbuns foram lançados em CD e, posteriormente, por download digital e streaming. Originalmente, apenas os álbuns a partir de Male (2015) foram também lançados em vinil, no entanto, seu primeiro trabalho Left of the Middle foi relançado por diversas vezes no formato. 

## Álbuns

### Álbuns de estúdio
| Ano  | Título                                                                                                   | Parada semanal | Parada semanal | Parada semanal | Parada semanal | Parada semanal | Parada semanal | Parada semanal | Parada semanal | Vendas e Certificações                                                       |
| Ano  | Título                                                                                                   | AUS            | AUT            | FRA            | ALE            | SUI            | ITA            | UK             | EUA            | Vendas e Certificações                                                       |
| ---- | --- | -------------- | -------------- | -------------- | -------------- | -------------- | -------------- | -------------- | -------------- | ---------------------------------------------------------------------------- |
| 1997 | Left of the Middle - Lançamento: 7 de novembro de 1997 - Selo: RCA - Formatos: CD e Cassete              | 1              | 11             | 14             | 4              | 3              | 2              | 5              | 10             | ARIA: 6× Platina BPI: 3× Platina RIAA: 2× Platina Vendas Mundiais: 7 milhões |
| 2001 | White Lilies Island - Lançamento: 5 de novembro de 2001 - Selo: RCA - Formatos: CD e Cassete             | 3              | 59             | 43             | 49             | 23             | 21             | 15             | 35             | ARIA: Ouro BPI: Ouro Vendas Mundiais: 2 milhões                              |
| 2005 | Counting Down the Days - Formato: CD e Cassete                                                           | 12             | 35             | 22             | 35             | 9              | 10             | 1              | —              | BPI: Ouro Vendas Mundiais: 1 milhão                                          |
| 2009 | Come to Life - Lançamento: 2 de outubro de 2009 - Selo: Island Records - Formatos: CD e Download digital | 67             | —              | —              | —              | 70             | 42             | —              | —              | Vendas Mundiais: 100 mil[carece de fontes?]                                  |
| 2015 | Male - Lançamento: 28 de julho de 2015 - Selo: Sony Masterworks - Formatos: CD, LP e Download digital    | 25             | —              | —              | 97             | 50             | —              | 20             | —              | Vendas Mundiais: TBA                                                         |
| 2021 | Firebird - Lançamento: 24 de setembro de 2021 - Selo: BMG - Formatos: CD, LP e Download digital          | 30             | —              | —              | —              | 69             | —              | 10             | —              | Vendas Mundiais: TBA                                                         |

### Coletâneas
| Ano  | Detalhes | Parada semanal | Parada semanal | Parada semanal | Parada semanal | Parada semanal | Certificações                         |
| Ano  | Detalhes | AUS            | FRA            | ITA            | SUI            | UK             | Certificações                         |
| ---- | --- | -------------- | -------------- | -------------- | -------------- | -------------- | ------------------------------------- |
| 2007 | Glorious: The Singles 1997-2007 - Lançamento: 10 de setembro de 2007 - Selo: Brightside Recordings - Formatos: CD, DVD e Download digital | 40             | 9              | 19             | 28             | 5              | BPI: Ouro Vendas Mundiais: 0,5 milhão |

### EPs
| Ano  | Notas |
| ---- | --- |
| 2007 | Live from London - Lançamento: 17 de agosto de 2007 - Selo: Brightside Recordings - Formato: Download digital |

### Álbuns ao vivo
| Ano  | Notas |
| ---- | --- |
| 2024 | London - Live - Lançamento: 22 de novembro de 2024 - Selo: Edsel Records - Formato: CD, LP e Download digital |

## Singles
| Ano     | Título                               | Posição máxima | Posição máxima | Posição máxima | Posição máxima | Posição máxima | Posição máxima | Posição máxima | Posição máxima | Posição máxima | Posição máxima | Álbum                       |
| Ano     | Título                               | UK             | AUS            | FRA            | ALE            | ITA            | NL             | NZ             | SUE            | SUI            | BR             | Álbum                       |
| ------- | ------------------------------------ | -------------- | -------------- | -------------- | -------------- | -------------- | -------------- | -------------- | -------------- | -------------- | -------------- | --------------------------- |
| 1997    | "Torn"                               | 2              | 2              | 4              | 4              | 2              | 3              | 5              | 1              | 2              | 1              | Left of the Middle          |
| 1998    | "Big Mistake"                        | 2              | 6              | —              | —              | 11             | 43             | 19             | 24             | —              | —              | Left of the Middle          |
| 1998    | "Wishing I Was There"                | 19             | 24             | 56             | 68             | 27             | 77             | 40             | —              | —              | 38             | Left of the Middle          |
| 1998    | "Smoke"                              | 5              | 42             | —              | —              | —              | —              | —              | —              | —              | —              | Left of the Middle          |
| 2001    | "That Day"                           | 11             | 10             | —              | —              | 14             | 87             | —              | 34             | 75             | 69             | White Lilies Island         |
| 2002    | "Wrong Impression"                   | 10             | 33             | 90             | —              | 25             | 83             | 10             | —              | 41             | 93             | White Lilies Island         |
| 2002    | "Beauty on the Fire"                 | 26             | 78             | —              | —              | 21             | —              | —              | —              | —              | —              | White Lilies Island         |
| 2005    | "Shiver"                             | 8              | 19             | 34             | 52             | 6              | 64             | —              | —              | 36             | —              | Counting Down the Days      |
| 2005    | "Counting Down the Days"             | 23             | 52             | —              | —              | 25             | —              | —              | —              | 90             | —              | Counting Down the Days      |
| 2007    | "Glorious"[a]                        | 23             | —              | —              | —              | 9              | —              | —              | —              | 92             | —              | Glorious: The Singles 97–07 |
| 2009    | "Want"[b]                            | 88             | —              | —              | 65             | 6              | —              | —              | —              | —              | —              | Come to Life                |
| 2010    | "Scars"[c]                           | —              | —              | —              | —              | —              | —              | —              | —              | —              | —              | Come to Life                |
| 2015[b] | "Instant Crush"                      | —              | —              | 150            | —              | —              | —              | —              | —              | —              | —              | Male                        |
| 2021[b] | "Build It Better"                    | —              | —              | —              | —              | —              | —              | —              | —              | —              | —              | Firebird                    |
| 2021[b] | "Maybe It's Great"                   | —              | —              | —              | —              | —              | —              | —              | —              | —              | —              | Firebird                    |
| 2021[b] | "On My Way"                          | —              | —              | —              | —              | —              | —              | —              | —              | —              | —              | Firebird                    |
| 2021[b] | "Invisible Things"                   | —              | —              | —              | —              | —              | —              | —              | —              | —              | —              | Firebird                    |
| 2022[b] | "Nothing Missing"                    | —              | —              | —              | —              | —              | —              | —              | —              | —              | —              | Firebird                    |
| 2022[b] | "Story of My Life"                   | —              | —              | —              | —              | —              | —              | —              | —              | —              | —              | Nenhum                      |
| 2024[b] | "Ultime Parole" (com Jack Savoretti) | —              | —              | —              | —              | —              | —              | —              | —              | —              | —              | Miss Italia                 |

Notas:

a Lançado na Austrália por download digital somente.

b Lançados mundialmente por download digital somente.

c Lançado apenas na Irlanda e por download digital somente.

### Singles promocionais
| Ano  | Música                | Álbum                       |
| ---- | --------------------- | --------------------------- |
| 1998 | "Intuition"           | Left of the Middle          |
| 1999 | "Identify"            | Single                      |
| 2002 | "Sunlight"            | White Lilies Island         |
| 2007 | "Be With You"         | Glorious: The Singles 97-07 |
| 2009 | "Wild About It"       | Come to Life                |
| 2022 | "Just Like Old Times" | Firebird                    |

### Singles de campanhas
Entregues promocionalmente em campanhas publicitárias, na compra de determinado produto ou marca.
| Ano  | Música               | Álbum               | Campanha              |
| ---- | -------------------- | ------------------- | --------------------- |
| 1998 | "Left of the Middle" | Left of the Middle  | Pepsi (Países Baixos) |
| 2002 | "Do You Love"        | White Lilies Island | The Sun (Reino Unido) |

## Colaborações
| Ano  | Música                                                         | Álbum                                                     |
| ---- | -------------------------------------------------------------- | --------------------------------------------------------- |
| 1999 | "Troubled by the Way We Came Together"                         | Go! - trilha sonora                                       |
| 1999 | "Never Tear Us Apart" (com Tom Jones)                          | Reload                                                    |
| 1999 | "Identify"                                                     | Stigmata - trilha sonora                                  |
| 1999 | "It's Only Rock 'n Roll (But I Like It)" (com vários artistas) | Single de caridade                                        |
| 2001 | "Cold Air"                                                     | Y tu mamá también - trilha sonora                         |
| 2002 | "Wrong Impression"                                             | Mr. Deeds - trilha sonora                                 |
| 2005 | "Pineapple Head" (cover do Crowded House)                      | She Will Have His Way - The Songs of Tim & Neil Finn      |
| 2007 | "All The Magic"                                                | Winx Club: The Secret of the Lost Kingdom - trilha sonora |
| 2009 | "2000 Miles" (cover do Pretenders)                             | The Sun - especial natalino                               |
| 2021 | "Pond House" (single de Saint Etienne)                         | I've Been Trying to Tell You                              |

## Videoclipes
| Ano  | Título                                   | Diretor                            |
| ---- | ---------------------------------------- | ---------------------------------- |
| 1997 | "Torn"                                   | Alison MacLean                     |
| 1998 | "Big Mistake"                            | Alison MacLean                     |
| 1998 | "Wishing I Was There"                    | Alison MacLean                     |
| 1998 | "Wishing I Was There" (versão americana) | Matthew Rolston                    |
| 1998 | "Smoke"                                  | Matthew Rolston                    |
| 1999 | "Identify"                               | Samuel Bayer                       |
| 2001 | "That Day" (versão descartada)[d]        | Big TV!                            |
| 2001 | "That Day" (versão oficial)              | John Hillcoat                      |
| 2002 | "Wrong Impression"                       | Francis Lawrence                   |
| 2002 | "Beauty on the Fire"                     | Mike Lipscombe                     |
| 2005 | "Shiver"                                 | Jake Nava                          |
| 2005 | "Counting Down the Days"                 | Giuseppe Capotondi                 |
| 2007 | "Glorious"                               | Frank Borin                        |
| 2009 | "Wild About It"                          | Mike Baldwin                       |
| 2009 | "Want"                                   | Diane Martel                       |
| 2010 | "Scars" [d]                              | Max & Dania                        |
| 2015 | "Instant Crush"                          | Joe Stephenson                     |
| 2021 | "Build It Better"                        | Amy Becker-Burnett                 |
| 2021 | "On My Way"                              | N. Imbruglia e David Lopez-Edwards |
| 2021 | "Invisible Things"                       | Fraser Taylor                      |
| 2022 | "Nothing Missing"                        | David Lopez-Edwards                |
| 2024 | "Ultime Parole" (com Jack Savoretti)     | Emiliano Bechi Gabrielli           |

Notas:
d Não lançado oficialmente.